# Anne Matthews
Anne Mathews (Charles County, Maryland, 1732 - 18 juni 1800) was een non uit Port Tobacco, Maryland die in 1790 de eerste rooms-katholieke religieuze orde voor vrouwen in de Verenigde Staten stichtte.

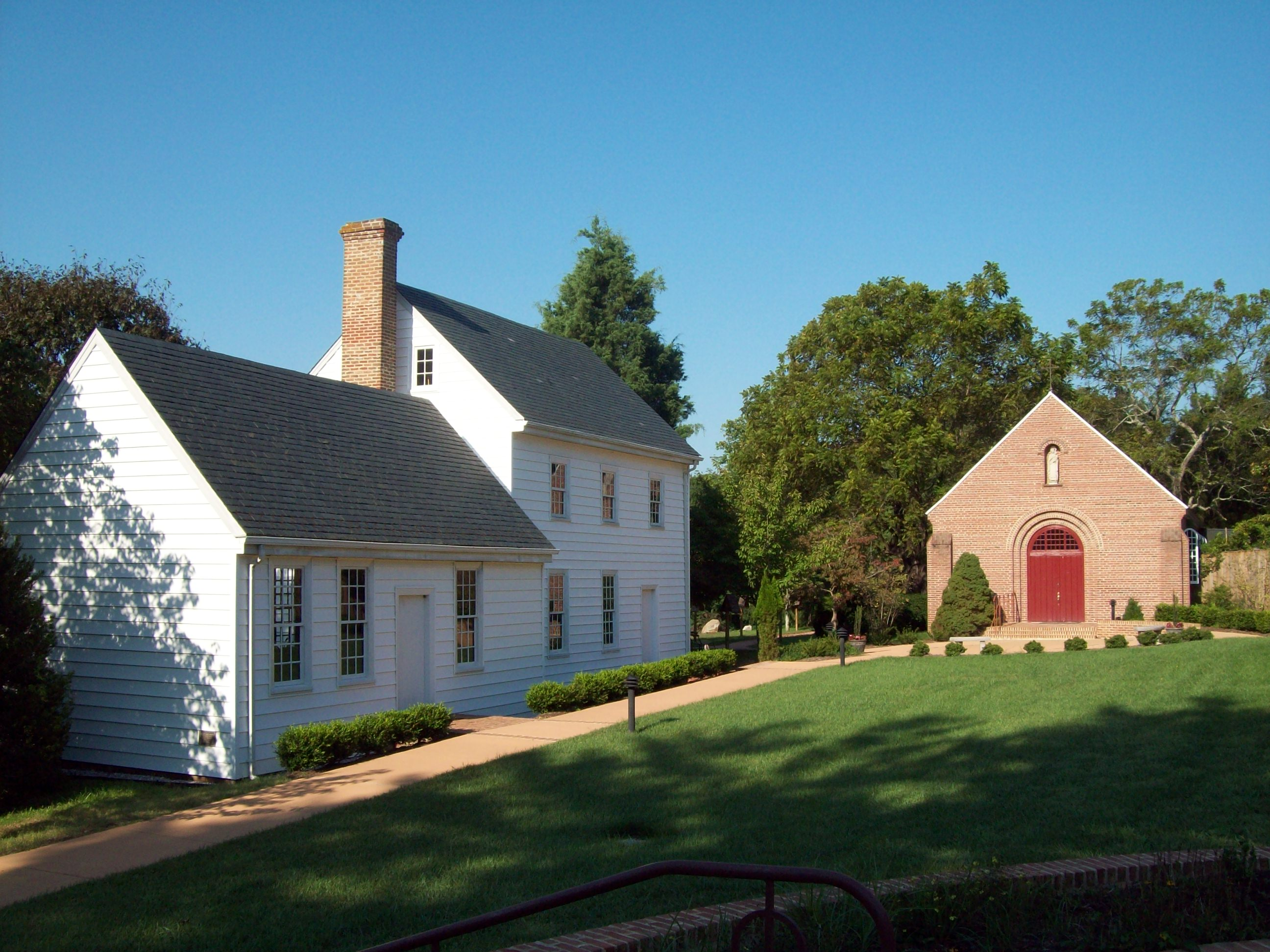
Het Mount Carmel Monastery is een historisch klooster in Port Tobacco, Charles County, Maryland, Verenigde Staten. Het huis bestaat uit twee delen waarvan het grootste stuk gebouwd werd in 1790. Het klooster met bijhorende kapel werd gerestaureerd in 1936-1937 en behoord tot het historisch erfgoed.

## Biografie
Matthews werd nog voor de onafhankelijkheid van Amerika in 1732 geboren in een katholiek gezin in de Noord-Amerikaanse Britse kolonie Maryland. Haar vader was Joseph Matthews en haar moeder Susanna Craycroft. Bij geboorte had ze de Engelse nationaliteit. Er waren zeven broers en zussen in het gezin. Haar veel jongere broer William Matthews (1770-1854) werd later bekend als een prominent rooms-katholieke priester en opvoeder in Washington D.C.
In 1754 vertrok ze vanuit Maryland naar een klooster van Engelssprekende Ongeschoeide Karmelieten in het Belgische Hoogstraten. Ze trad daar toe tot de orde op 3 december 1754. Ze kreeg bij haar professie op 30 september 1755 de religieuze naam sister Bernardina Teresa Xavier of St. Joseph. Op 13 april 1774 werd ze tot priorin van dat klooster gekozen. Haar nichtjes Susanna Matthews (sister Mary Eleanor van Sint-Franciscus Xaverius) en Anna Teresia Matthews (sister Mary Aloysia van de Drie-Eenheid) kwamen eveneens over van Amerika om in te treden. Zij legden hun professie af op 20 december 1787.
Eind van de 18e eeuw werd het katholicisme in de Oostenrijkse Nederlanden gekortwiekt door de combinatie van de antimonastieke wetten van Keizer Jozef II en het antiklerikaal discours in Frankrijk van de Franse Revolutie. Ondertussen had de Amerikaanse Onafhankelijkheidsoorlog een grondwet mogelijk gemaakt waardoor vrijheid van godsdienst gegarandeerd werd in Maryland. Vader Charles Neale, de kapelaan van het klooster, was geboren en getogen in Maryland. Op 19 april 1790 verliet Anne Matthews het klooster in Hoogstraten. Initiatiefnemer om naar Maryland te verhuizen was priester Charles Neale, een ver familielid van Anne en ook afkomstig van Maryland. Hij had in Gent gestudeerd en was priester in het Karmelietessenklooster van Antwerpen en Hoogstraten. Samen met haar twee nichtjes en Frances Dickinson (sister Klara Josepha van het Heilig Hart), geboren en getogen in Londen en non in het Karmelietessenklooster van Antwerpen, vertrokken deze vier zusters met twee priesters, Neale en Plunkett op reis. Ze gingen langs Breda en reden in twee koetsen naar Utrecht. Ze kwamen op 21 april aan in Amsterdam waar ze uitgelachen werden door de protestanten. Op 24 april konden ze op Texel plaatsen op een schip bemachtigen bij kapitein MacDougal, een Schot. Ze voeren langs de kusten tot Santa Cruz. Daar arriveerden zij op 23 mei 1790. Tijdens de reis waren ze zeeziek en ze hadden bedorven eten en water bij. Ze sloegen vers proviand in en vertrokken op 27 mei. Ze arriveerden op 2 juli 1790 in New York. In Port Tobacco werd 800 hectare landbouwgrond gekocht voor 1370 pond. Op 15 oktober 1790 namen de zusters hun intrek in een huis dat reeds op dat land stond. Het nieuwe klooster werd ingewijd op 15 oktober 1790. Het was het eerste klooster voor katholieke vrouwen in de Verenigde Staten. Anne Matthews bleef priorin tot haar dood in 1800. Ze overleed aan borstkanker. In 1831 verlieten ze deze grond en verhuisden ze naar het noorden van de stad Baltimore (Maryland).
In 1831 kregen de nonnen het bevel van de bisschop om hun congregatie over de Chesapeake Bay te verplaatsen naar de grotere stad Baltimore. Het Mount Carmel-klooster werd in 1973 opgenomen in het Nationaal Register van Historische Plaatsen.